# Gran Premio d'Europa
Il Gran Premio d'Europa venne istituito nel 1923 dall'Associazione Internazionale degli Automobil Club Riconosciuti (AIACR), oggi Federazione Internazionale dell'Automobile (FIA), quale titolo onorifico per la gara di maggior prestigio della stagione agonistica. La prima gara a ricevere questa designazione fu il Gran Premio d'Italia 1923 disputato sul Circuito di Monza e vinto da Carlo Salamano a bordo di una Fiat 805. Con l'avvento della Formula 1, il gran premio ha mantenuto il carattere onorifico fino al 1977, per divenire gara effettiva per tre anni dalla stagione 1983 e successivamente rientrare stabilmente nel calendario tra il 1993 e il 2012, con la sola esclusione della stagione 1998.

## I circuiti
Vari tracciati di diversi paesi europei hanno ospitato la corsa; si è trattato di un meccanismo per inserire nel calendario circuiti alternativi a quelli dei rispettivi Gran Premi nazionali. Dal 1999 al 2007, la corsa si è svolta regolarmente al Nürburgring, diventando di fatto la seconda gara dell'anno in Germania dopo quella di Hockenheim; a seguito della decisione di correre un solo Gran Premio di Germania a partire dalla stagione 2007, (i due circuiti tedeschi organizzeranno l'evento ad anni alterni), il gran premio è stato corso per l'ultima volta al Nürburgring, il 22 luglio 2007. Nel 2008, la gara si è spostata nel nuovo Circuito urbano di Valencia, dove è rimasta fino al 2012; dalla stagione 2013, il Gran Premio sparisce dal calendario iridato nel quale era presente ininterrottamente dal 1999. L'evento è tornato nella sola stagione 2016, disputandosi nel Circuito cittadino di Baku, capitale dell'Azerbaigian.

## Albo d'oro

### Gran Premio d'Europa come designazione onoraria
| Anno        | Valevole come                | Circuito          | Pilota                           | Vettura       | Resoconto     |
| ----------- | ---------------------------- | ----------------- | -------------------------------- | ------------- | ------------- |
| 1923        | Gran Premio d'Italia         | Monza             | Carlo Salamano                   | FIAT          | Resoconto     |
| 1924        | Gran Premio di Francia       | Lione             | Giuseppe Campari                 | Alfa Romeo    | Resoconto     |
| 1925        | Gran Premio del Belgio       | Spa-Francorchamps | Antonio Ascari                   | Alfa Romeo    | Resoconto     |
| 1926        | Gran Premio di San Sebastián | Lasarte           | Jules Goux                       | Bugatti       | Resoconto     |
| 1927        | Gran Premio d'Italia         | Monza             | Robert Benoist                   | Delage        | Resoconto     |
| 1928        | Gran Premio d'Italia         | Monza             | Louis Chiron                     | Bugatti       | Resoconto     |
| 1929        | Non disputato                | Non disputato     | Non disputato                    | Non disputato | Non disputato |
| 1930        | Gran Premio del Belgio       | Spa-Francorchamps | Louis Chiron                     | Bugatti       | Resoconto     |
| 1931 - 1946 | Non disputato                | Non disputato     | Non disputato                    | Non disputato | Non disputato |
| 1947        | Gran Premio del Belgio       | Spa-Francorchamps | Jean-Pierre Wimille              | Alfa Romeo    | Resoconto     |
| 1948        | Gran Premio di Svizzera      | Bremgarten        | Carlo Felice Trossi              | Alfa Romeo    | Resoconto     |
| 1949        | Gran Premio d'Italia         | Monza             | Alberto Ascari                   | Ferrari       | Resoconto     |
| 1950        | Gran Premio di Gran Bretagna | Silverstone       | Giuseppe Farina                  | Alfa Romeo    | Resoconto     |
| 1951        | Gran Premio di Francia       | Reims             | Luigi Fagioli Juan Manuel Fangio | Alfa Romeo    | Resoconto     |
| 1952        | Gran Premio del Belgio       | Spa-Francorchamps | Alberto Ascari                   | Ferrari       | Resoconto     |
| 1953        | Non disputato                | Non disputato     | Non disputato                    | Non disputato | Non disputato |
| 1954        | Gran Premio di Germania      | Nürburgring       | Juan Manuel Fangio               | Mercedes-Benz | Resoconto     |
| 1955        | Gran Premio di Monaco        | Montecarlo        | Maurice Trintignant              | Ferrari       | Resoconto     |
| 1956        | Gran Premio d'Italia         | Monza             | Stirling Moss                    | Maserati      | Resoconto     |
| 1957        | Gran Premio di Gran Bretagna | Aintree           | Tony Brooks Stirling Moss        | Vanwall       | Resoconto     |
| 1958        | Gran Premio del Belgio       | Spa-Francorchamps | Tony Brooks                      | Vanwall       | Resoconto     |
| 1959        | Gran Premio di Francia       | Reims             | Tony Brooks                      | Ferrari       | Resoconto     |
| 1960        | Gran Premio d'Italia         | Monza             | Phil Hill                        | Ferrari       | Resoconto     |
| 1961        | Gran Premio di Germania      | Nürburgring       | Stirling Moss                    | Lotus-Climax  | Resoconto     |
| 1962        | Gran Premio d'Olanda         | Zandvoort         | Graham Hill                      | BRM           | Resoconto     |
| 1963        | Gran Premio di Monaco        | Montecarlo        | Graham Hill                      | BRM           | Resoconto     |
| 1964        | Gran Premio di Gran Bretagna | Brands Hatch      | Jim Clark                        | Lotus-Climax  | Resoconto     |
| 1965        | Gran Premio del Belgio       | Spa-Francorchamps | Jim Clark                        | Lotus-Climax  | Resoconto     |
| 1966        | Gran Premio di Francia       | Reims             | Jack Brabham                     | Brabham-Repco | Resoconto     |
| 1967        | Gran Premio d'Italia         | Monza             | John Surtees                     | Honda         | Resoconto     |
| 1968        | Gran Premio di Germania      | Nürburgring       | Jackie Stewart                   | Matra-Ford    | Resoconto     |
| 1969 - 1971 | Non disputato                | Non disputato     | Non disputato                    | Non disputato | Non disputato |
| 1972        | Gran Premio di Gran Bretagna | Brands Hatch      | Emerson Fittipaldi               | Lotus-Ford    | Resoconto     |
| 1973        | Gran Premio del Belgio       | Zolder            | Jackie Stewart                   | Tyrrell-Ford  | Resoconto     |
| 1974        | Gran Premio di Germania      | Nürburgring       | Clay Regazzoni                   | Ferrari       | Resoconto     |
| 1975        | Gran Premio d'Austria        | Österreichring    | Vittorio Brambilla               | March-Ford    | Resoconto     |
| 1976        | Gran Premio d'Olanda         | Zandvoort         | James Hunt                       | McLaren-Ford  | Resoconto     |
| 1977        | Gran Premio di Gran Bretagna | Silverstone       | James Hunt                       | McLaren-Ford  | Resoconto     |

### Gran Premio d'Europa come evento autonomo
| Anno        | Circuito             | Pilota             | Vettura             | Resoconto     |
| ----------- | -------------------- | ------------------ | ------------------- | ------------- |
| 1983        | Brands Hatch         | Nelson Piquet      | Brabham-BMW         | Resoconto     |
| 1984        | Nürburgring          | Alain Prost        | McLaren-TAG Porsche | Resoconto     |
| 1985        | Brands Hatch         | Nigel Mansell      | Williams-Honda      | Resoconto     |
| 1986 - 1992 | Non disputato        | Non disputato      | Non disputato       | Non disputato |
| 1993        | Donington Park       | Ayrton Senna       | McLaren-Ford        | Resoconto     |
| 1994        | Jerez de la Frontera | Michael Schumacher | Benetton-Ford       | Resoconto     |
| 1995        | Nürburgring          | Michael Schumacher | Benetton-Renault    | Resoconto     |
| 1996        | Nürburgring          | Jacques Villeneuve | Williams-Renault    | Resoconto     |
| 1997        | Jerez de la Frontera | Mika Häkkinen      | McLaren-Mercedes    | Resoconto     |
| 1998        | Non disputato        | Non disputato      | Non disputato       | Non disputato |
| 1999        | Nürburgring          | Johnny Herbert     | Stewart-Ford        | Resoconto     |
| 2000        | Nürburgring          | Michael Schumacher | Ferrari             | Resoconto     |
| 2001        | Nürburgring          | Michael Schumacher | Ferrari             | Resoconto     |
| 2002        | Nürburgring          | Rubens Barrichello | Ferrari             | Resoconto     |
| 2003        | Nürburgring          | Ralf Schumacher    | Williams-BMW        | Resoconto     |
| 2004        | Nürburgring          | Michael Schumacher | Ferrari             | Resoconto     |
| 2005        | Nürburgring          | Fernando Alonso    | Renault             | Resoconto     |
| 2006        | Nürburgring          | Michael Schumacher | Ferrari             | Resoconto     |
| 2007        | Nürburgring          | Fernando Alonso    | McLaren-Mercedes    | Resoconto     |
| 2008        | Valencia             | Felipe Massa       | Ferrari             | Resoconto     |
| 2009        | Valencia             | Rubens Barrichello | Brawn-Mercedes      | Resoconto     |
| 2010        | Valencia             | Sebastian Vettel   | Red Bull-Renault    | Resoconto     |
| 2011        | Valencia             | Sebastian Vettel   | Red Bull-Renault    | Resoconto     |
| 2012        | Valencia             | Fernando Alonso    | Ferrari             | Resoconto     |
| 2013 - 2015 | Non disputato        | Non disputato      | Non disputato       | Non disputato |
| 2016        | Baku                 | Nico Rosberg       | Mercedes            | Resoconto     |